# Mehdi Ben Slimane
Mehdi Ben Slimane (* 1. Januar 1974 in Le Kram, Tunis) ist ein ehemaliger tunesischer Fußballspieler.

## Karriere
Ben Slimane, der meistens als Stürmer aber auch als Offensiv-Allrounder eingesetzt wurde, begann seine Karriere in Tunesien, wo er von 1994 bis 1996 beim jetzigen Zweitligisten AS Marsa spielte.
Über Olympique Marseille kam er 1997 zum damaligen Zweitligisten SC Freiburg. Unter Trainer Volker Finke gelang ihm mit der Mannschaft zur Saison 1998/99 der Aufstieg in die 1. Bundesliga.
2000 unterschrieb er bei Borussia Mönchengladbach, wo er aber nur fünf Mal eingesetzt wurde. 
Deshalb wechselte er für eine Saison zu Al-Nasr nach Saudi-Arabien. Nach sechs Jahren kehrte er 2002 wieder nach Tunesien zurück und spielte das letzte Jahr seiner Karriere beim tunesischen Vorzeigeklub Club Africain.
Von 1996 bis 2001 spielte Ben Slimane 33 mal (bei 5 Toren) in der tunesischen Fußballnationalmannschaft und nahm für Tunesien an der Fußball-Weltmeisterschaft 1998 in Frankreich teil.